# Котигорошко (роман)
Котигорошко — роман у жанрі альтернативної історії, що написаний українським письменником Василем Кожелянком та вперше надрукований у видавництві «Кальварія» 2001 року. Є п'ятим романом книжкової серії «Дефіляди».

## Опис книги
| Злам якихось тисячоліть... «Від Нілу до Балтики, від Аппенін до Кавказу» — імперія Великої України... Від свіжоспеченого чотаря ВНУ (Війська Непереможної України) — до диктатора-президента, звитяжця над споконвіку ворожою Атлантидою, — злет кар'єри українського плейбоя і супермена Вишнеслава Котигорошка... Василь Кожелянко пішов у повний відрив. |

## Рецензії
- Роман Лихограй. Котигорошко на сайті видавництва «Кальварія». — Процитовано 14 січня 2013.

## Видання
- 2001 — видавництво «Кальварія».